# عامر بن الظرب العدواني
عامر بن الظرب العدواني قاض من قضاة الطائف، من حنفاء العرب وأئمتهم الذين تحاكم إليهم الناس، وصارت أحكامهم قانوناً يحتكمون إليه، وأحد حكماء الحجاز وأشرافهم، ينتمي إلى قبيلة عدوان المعدية العدنانية الحجازية، فهو أحد سادات مضر وقيس عيلان ، له أحكام فقهية أقرها الإسلام، وكان عامر ممن حرم اكل الميتة والزنا والخمر في الجاهلية، كما اوجب ختان الذكر . عرف بلقب (حكيم العرب) و (قاضي العرب) قبل الإسلام ، و كانت له الزعامة على مدينة الطائف قبل ثقيف هوازن ، و كان لرئاسته بين العرب لواء و سجال ، حيث أنه قاد قبائل قيس عيلان ضد خزاعة لنزع ولايتهم على مكة ، و قاد قبائل معد بن عدنان من ربيعة و مضر و قضاعة ضد مذحج في يوم البيداء و إنتصر عليهم

## نسبه
- هو: عامر بن الظرب بن عمرو بن عياذ بن يشكر[3] بن عدوان بن عمرو بن قيس عيلان بن مضر بن نزار بن معد بن عدنان.[4]

## سيرته
ولد عامر ابن الظرب في الحجاز، قبل عام الفيل بـنحو خمسة قرون ونشأ في بيت علم، حيث كان والده قارئ كاتب. فتعلم القراءة والكتابة والانساب وتعاليم ملة إبراهيم عليه السلام، وكان ابوه الظرب العدواني من كبار الحنفاء في الحجاز.وكان عامر في شبابه المبكر يجالس حكماء الطائف، ويدون مايسمعه من الحكم، فتميز على أقرانه بالرأي.

## احكامه
قنن عامر بن الظرب العديد من القوانين والاحكام، أبرزها قانون الخلع، ففرق بين الزوج وزوجته التي عافته ونفرت منه، ورد عليه الصداق، وقد وافق حكمه حكم الإسلام. ومن القوانين التي قننها أيضاً عامر بن الظرب (تخصية الزاني والعبد والمجنون)، وطبقها العرب سنين طويلة حتى مجيء الإسلام.
ولنزاهة احكامه وعدل قضائه، ذاع صيت عامر في أنحاء الجزيرة العربية، فكان بعض اليهود والنصارى يأتون إلى الطائف قادمين من يثرب واليمن وبصرى لكي يحتكموا عند عامر بن الظرب، فحكم لهم بتحريم زواج الرجل من زوجة أبيه وزوجة أخيه، وتحريم اكل الميتة والزنا وشرب الخمر.

## أدبه
- «يا معشَرَ عدوان، لا تشمتوا بالذّلَّة، ولا تفرحوا بالعزَّة، فبكلّ عيش يعيش الفقير مع الغنيّ، ومن يَرَ يومًا يُرَ به، وأعدّوا لكلّ أمر جوابه، إنَّ مع السَّفاهة الندم، والعقوبة نكال، وفيها ذمامة، ولليد العليا العاقبة، وإذا شئت وجدت مثلك، إنَّ عليك كما أنَّ لك، وللكثرة الرعب، وللصَّبر الغلبة، ومن طلَب شيئًا وجده، وإن لم يَجِدْه أوشك أن يقع قريبًا منه».[8]
- «إني ما رأيت شيئاً خلق نفسه ولا رأيت موضعاً إلا مصنوعاً ولا جاثياً إلا ذاهباً، ولو كان يميت الناس الداء لأحياهم الدواء»

## خطبه
من خطب عامر بن الظرب حين خطب صعصعة بن معاوية إلى عامر ابنته عمرة فقال: يا صعصعة انك جئت تشتري مني كبدي وأرحم ولدي عندي منعتك أو بعتك، النكاح خير من الأيمة والحسيب كفء الحسيب والزوج الصالح أب بعد أب وقد أنكحتك خشية ألا أجد مثلك أفر من السر إلى العلانية، أنصح ابناً وأودع ضعيفاً قوياً ثم أقبل على قومه فقال يا معشر عدوان أخرجت من بين أظهركم كريمتكم على غير رغبة عنكم ولكن من خط له شيء جاءه. رب زارع لنفسه حاصد سواه ولولا قسم الحظوظ على غير الحدود ما أدرك الآخر من الأول شيئاً يعيش به ولكن الذي أرسل الحيا أنبت المرعى ثم قسمه أكلا، لكل فم بقلة ومن الماء جرعة، إنكم ترون ولا تعلمون، لن يرى ما أصف لكم إلا كل ذي قلب واع ولكل شيء راع ولكل رزق ساع، إما أكيس وإما أحمق وما رأيت شيئاً إلا سمعت حسه ووجدت مسه ولا نعمة إلا ومعها بؤس. ولو كان يميت الناس الداء لأحياهم الدواء فهل لكم في العلم العليم / قيل: ما هو قد قلت فأصبت وأخبرت فصدقت / فقال: أموراً شتى وشيئاً شيا حتى يرجع الميت حياً ويعود لا شيء شيا ولذلك خلقت الأرض والسموات.

## شعره
وله قصائد عديدة، منها:
وفي حرب قيس عيلان مع قضاعة قال:
وقال يمدح قومه بني عمرو جديلة قيس
أضحت أيادي بني عمرو مجللة
تـمت بلا كدر فيها ولا منن
ثواب مـا قد أتوه عنـدنا لهم الشكر
منا لما اسدوا من الحسن

## أقواله
- القضاء حكمة وعدل واستقامة لأمر الناس.
- دعوا الرأي يغب حتَّى يختمر، وإيَّاكم والرَّأيَ الفطير.
- الرَّأيُ نائِم والهوى يقظان؛ ولذلك يغلب الرَّأي الهوى.[12]
- لو كان يميت الناس الداء لأحياهم الدواء.[13]

## معاركه
من المعارك التي قادها ابن الظرب، يوم البيداء، وكان سببها مجيء مذحج من اليمن، إلى الحجاز قاصدة متسعًا من الأرض وموطنًا جديدًا صالحًا، فاصطدمت بقبائل معد النازلة بتهامة (وتهامة هي موطن معد القديم) فبرزت لها قبيلة عدوان ورئيسها يومئذ عامر بن الظرب، الذي جمع من كان في تهامة من فرسان معد وكان هذا اليوم هو ثاني يوم اجتمع فيه بنو معد تحت راية واحدة، وكانوا قد اجتمعوا قبلها تحت راية قريش بن كنانة، وتوحدوا بعدها 4 مرات، إحداها تحت راية (ربيعة) بقيادة ربيعة بن الحارث والد كليب في يوم سراة الحجر، وأخرى تحت راية (ربيعة) بقيادة كليب.
وحرب قيس واياد كان قائد قيس عامر بن الظرب العدواني وظفرت قيس في اياد ونفتهم الى ثمود وقال عامر بن الظرب
قالت إياد قد رأينا نسبا
في ابني نزار، ورأينا غلبا
سيري إياد قد رأينا عجبا
لا أصلكم منا فسامي الطلبا
دار ثمود إذ رأيت السببا